# Miguel Dante Dovena
Miguel Dante Dovena (Partido de Merlo, provincia de Buenos Aires; 1955) es un político argentino.

## Biografía
Miguel Dante Dovena es Ingeniero Civil, casado, tiene cuatro hijos, reside en el Partido de General San Martín, Provincia de Buenos Aires. 
Desde 1977 residió en Río Gallegos.
Entre 1983 y 1989 fue Diputado nacional de la Provincia de Santa Cruz por el Partido Justicialista y Presidente de la Comisión de Obras Públicas de la Cámara de Diputados de la Nación.
Entre 1989 y 1991 fue Jefe de asesores del Ministerio de Obras y Servicios Públicos de la Nación.
Entre 1991 y 1992 fue Ministro en la Provincia de Tierra del Fuego, Antártida e Islas del Atlántico Sur
Entre 2003 y 2005 fue director de Papel Prensa S. A. en representación del Estado Nacional.
Entre 2005 y 2009 fue Diputado Nacional de la provincia de Buenos Aires por el Frente para la Victoria y Presidente de la Comisión de Industria de la Cámara de Diputados de la Nación Argentina.
Desde octubre de 2010 se desempeñó como embajador en Montevideo, cargo que ejerció hasta fines de 2015.